# Arthur Fox
Arthur George Fox (Cowes, Reino Unido, 9 de septiembre de 1878-Los Ángeles, 17 de agosto de 1958) fue un deportista estadounidense que compitió en esgrima, especialista en la modalidad de florete. Participó en los Juegos Olímpicos de San Luis 1904, obteniendo una medalla de plata en la prueba por equipos.

## Palmarés internacional
| Juegos Olímpicos | Juegos Olímpicos          | Juegos Olímpicos | Juegos Olímpicos    |
| Año              | Lugar                     | Medalla          | Prueba              |
| ---------------- | ------------------------- | ---------------- | ------------------- |
| 1904             | San Luis (Estados Unidos) | Medalla de plata | Florete por equipos |